# Marquesat de Villaverde
El Marquesat de Villaverde és un títol nobiliari espanyol creat l'1 d'abril de 1670 pel rei Carles II, a favor de Francisco Sanz de Cortès y Borao, de noble i poderosa família del regne d'Aragó.

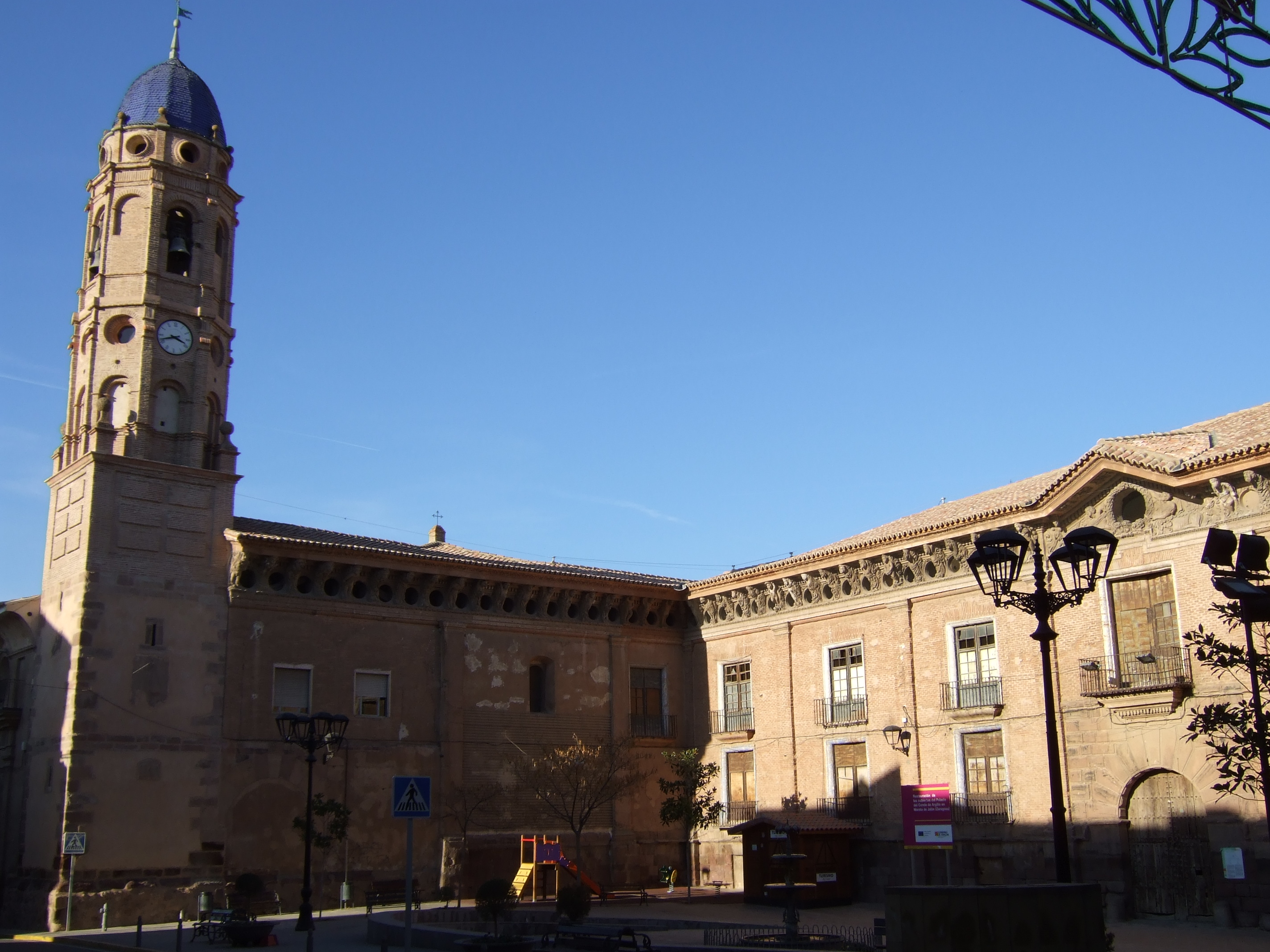
Palau dels Marquesos de Villaverde, comtes de Morata de Jalón, comtes d'Argillo, a Morata de Jalón, Província de Saragossa.

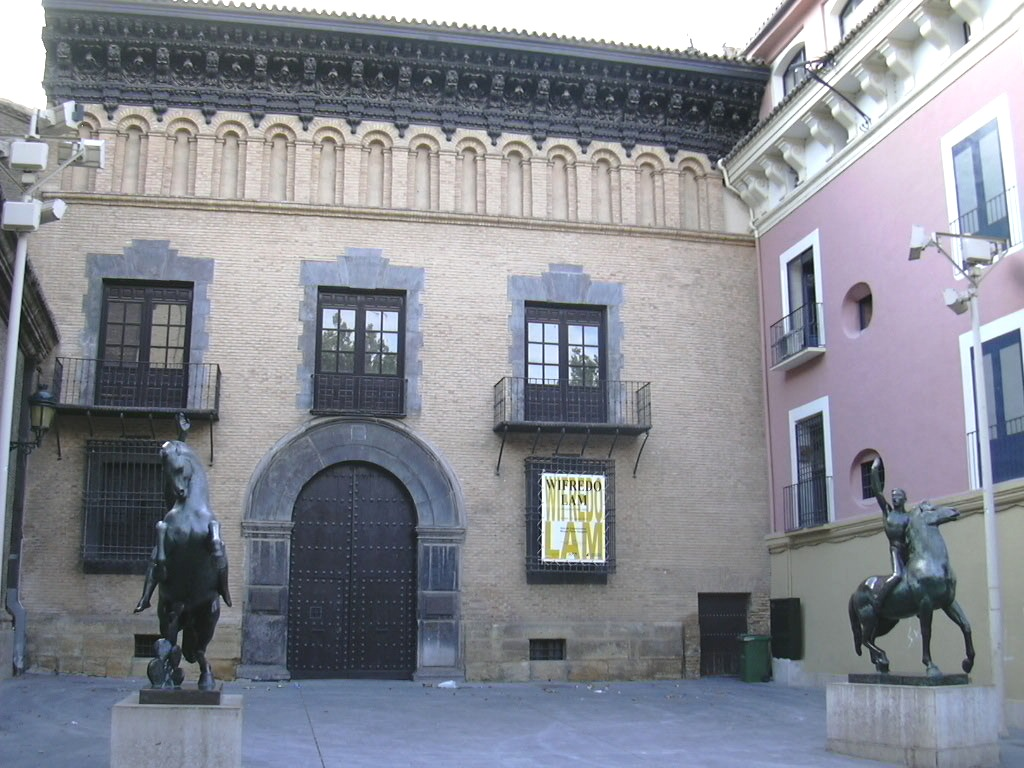
Palau dels Marquesos de Villaverde, comtes de Morata de Jalón, comtes d'Argillo, a Saragossa. Avui Museo "Pablo Gargallo".

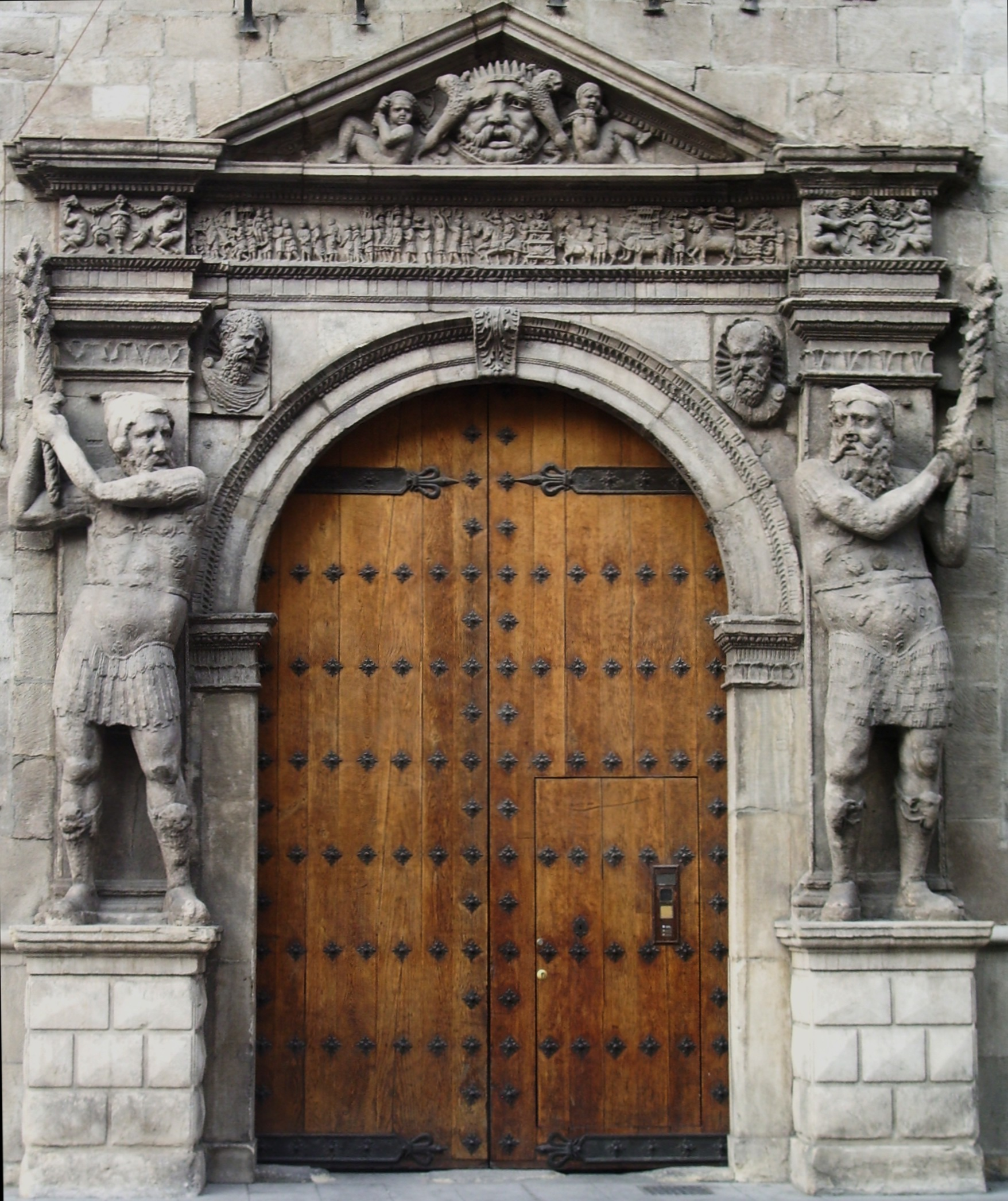
Portada del palau dels marquesos de Villaverde, comtes de Morata de Jalón, comtes d'Argillo, a Saragossa., C/ Coso nº1. Hoy Tribunal Superior de Justicia de Aragón.

Posteriorment, en 1675, Francisco Sanz de Cortès i Borao va comprar legalment les propietats i títols de comte de Morata de Jalón, baró de Gotor i baró d'Illueca a la seva última posseïdora, Ana María Martínez de Luna (canviat a Manrique de Luna), qui ja era III duquessa de Galisteo, i VIII comtessa d'Osorno, i no tenia cap descendent.

## Marquesos de Villaverde
|                       | Titular                                          | Període               |  |
| Creació per Carles II | Creació per Carles II                            | Creació per Carles II |  |
| --------------------- | ------------------------------------------------ | --------------------- |  |
| I                     | Francisco Sanz de Cortés y Borao                 | 1670-                 |  |
| II                    | José Antonio Sanz de Cortés y Coscón             | - 1713                |  |
| III                   | Miguel Sanz de Cortés y Fernández de Heredia     | 1713-1744             |  |
| IV                    | Juan María Sanz de Cortés y y López de Tejada    | 1744-1806             |  |
| V                     | María Luisa Sanz de Cortés y Connock             | 1806-1837             |  |
| VI                    | María Soledad Muñoz de Pamplona y Sanz de Cortés | 1837-1840             |  |
| VII                   | José Garcés de Marcilla y Muñoz de Pamplona      | -1883                 |  |
| VIII                  | Luis Bordiú y Garcés de Marcilla                 | 1884-                 |  |
| IX                    | María de la O Esperanza Bordiú y Bascarán        |                       |  |
| X                     | Cristóbal Martínez-Bordiú                        | ¿1950?-1998           |  |
| XI                    | Francisco Franco y Martínez-Bordiú               | 1998-actual titular   |  |

## Història dels marquesos de Villaverde
- Francisco Sanz de Cortès y Borao, I marquès de Villaverde, posteriorment, per compra VI comte de Morata de Jalón, baró de Gotor i baró d'Illueca, tots en el regne d'Aragó. Li va succeir el seu fill:
- José Antonio Sanz de Cortès y Coscón (1651-1713), II marquès de Villaverde, VII comte de Morata de Xaló, baró de Gotor, baró d'Illueca. El va succeir el seu fill:
- Miguel Sanz de Cortès y Fernández de Heredia (1686-1744), III marquès de Villaverde, VIII comte de Morata de Jalón, baró de Gotor, baró d'Illueca. El va succeir:
- Juan María Sanz de Cortès y y López de Tejada, (1726-1806) IV marquès de Villaverde, IX comte de Morata de Jalón, baró de Gotor, baró de Illueca. El va succeir la seva filla:
- María Luisa Sanz de Cortès y Connock (m. 1837), V marquesa de Villaverde, X comtessa de Morata de Jalón, baronessa de Gotor, baronessa d'Illueca. El va succeir la seva neboda:
- María Soledad Muñoz de Pamplona y Sanz de Cortès (1875-1840),VI marquesa de Villaverde, XI comtessa de Morata de Jalón, IV comtessa d'Argillo, baronessa de Gotor, baronessa d'Illueca.

1. Va casar-se amb Juan Garcés de Marcilla y Azuara. El va succeir el seu fill

- José Garcés de Marcilla y Muñoz de Pamplona (1807-1883), VII marquès de Villaverde, XII comte de Morata de Xaló, V comte de Argillo, baró de Gotor, baró d'Illueca.

1. Va casar amb Rosa Prendergast y Gordon, dama de l'Orde de les Dames Nobles de la Reina Maria Lluïsa. Sense descendents. La va succeir el seu nebot:

- Luis Bordiú y Garcés de Marcilla, VIII marquès de Villaverde, XIII comte de Morata de Jalón, VI comte d'Argillo, baró de Gotor, baró d'Illueca.

1. Va casar amb María del Carmen de Prado i Sánchez-Salvador. La va succeir, del seu fill Cristóbal Bordiú y de Prado casat amb María de la O de Bascarán y Reina, la filla de tots dos, la seva neta:

- María de la O Esperanza Bordiú y Bascarán, IX marquesa de Villaverde, XIV comtessa de Morata de Jalón, VII comtessa d'Argillo, baronessa de Gotor, baronessa d'Illueca.[2]

1. Va casar amb José María Martínez y Ortega. Li va succeir el seu fill:

- Cristóbal Martínez-Bordiú, X marquès de Villaverde.

1. Va casar amb Carmen Franco y Polo, filla única del dictador Francisco Franco i de la seva esposa Carmen Polo. El va succeir el seu fill:

- Francisco Franco y Martínez-Bordiú (abans Francisco Martínez-Bordiú y Franco), XI marquès de Villaverde, II senyor de Meirás. Actual marquès de Villaverde.

## Nota
La IX marquesa de Villaverde va distribuir els seus títols entre els seus fills i net: 
1. Andrés Martínez-Bordiú, fue XV comte de Morata de Jalón. El seu fill:
2. Francisco José Martínez-Bordiú y de Cubas, va ser VIII comte d'Argillo.
3. Cristóbal Martínez-Bordiú, va ser X marquès de Villaverde.
4. José María Martínez-Bordiú, va ser baró de Gotor.
5. Tomás Martínez-Bordiú, va ser baró d'Illueca.